# Strandburg
Strandburg – miasto w Stanach Zjednoczonych, w stanie Dakota Południowa, w hrabstwie Grant.